# Тайночин (мыс)
Тайночин — мыс на севере Охотского моря в Гижигинской губе залива Шелихова.

## Топоним
Название мыса происходит от корякско-чукотского Тайӈычьын — «запретный», «опасный». Похожее значение имеет и топоним Тайгонос: название близлежащих бухты, полуострова, мыса и реки восходит к корякско-чукотскому Тайӈынот — «запретная, греховная земля» от основ тайӈ — «запрет», «грех» и нот — «земля».

## География
Является правым (восточным) входным мысом Наяханской губы. Примерно в километре от мыса расположен одноимённый остров. Севернее в Наяханской губе находится мыс Поворотный, южнее — мысы Недоступный и Рифовый, расположенный на западе Вархаламской губы.
Наивысшая точка — безымянная вершина высотой 67 метров. Средняя величина прилива у мыса — 6 метров, наибольшая глубина у берега — 13—15 метров.